# بيسي مارغولين
بيسي مارغولين (بالإنجليزية: Bessie Margolin)‏ هي محامية أمريكية، ولدت في 1909، وتوفيت في 19 يونيو 1996.